# Ranum Sogn
Ranum Sogn er et sogn i Vesthimmerlands Provsti (Viborg Stift).
I 1909 blev Ranum Kirke opført som filialkirke, og Ranum blev et kirkedistrikt i Bjørnsholm Sogn, der havde Vitskøl Kloster som sognekirke og Malle Sogn som anneks.
I 1917 blev Ranum Kirkedistrikt udskilt som det selvstændige Ranum Sogn. Resten af Bjørnsholm Sogn ændrede navn til Overlade Sogn. Det hørte til Års Herred i Aalborg Amt. Ranum og Malle sogne hørte til Slet Herred, også i Aalborg Amt. Ranum-Malle sognekommune blev ved kommunalreformen i 1970 indlemmet i Løgstør Kommune, der ved strukturreformen i 2007 indgik i Vesthimmerlands Kommune.
I Ranum Sogn findes følgende autoriserede stednavne:
- Liv Tap (areal)
- Livø (areal, ejerlav)
- Næsby (bebyggelse, ejerlav)
- Næsby Dale (areal)
- Ranum (bebyggelse, ejerlav)
- Rønbjerg (bebyggelse, ejerlav)
- Tinghøj (areal)
- Østergårds Mark (bebyggelse)
- Åle (bebyggelse)